# Castrolanda
Castrolanda é um bairro situado no município de Castro, no estado do Paraná, que originou a partir da colônia fundada por imigrantes neerlandeses (1951 a 1954). A atividade agrícola e pecuária leiteira são predominantes na colônia, sendo uma das mais importantes bacias leiteiras da região e uma considerável produção de grãos, principalmente soja e feijão. Tendo também uma das maiores cooperativas agrícolas do Brasil, que leva o nome da colônia.

## História

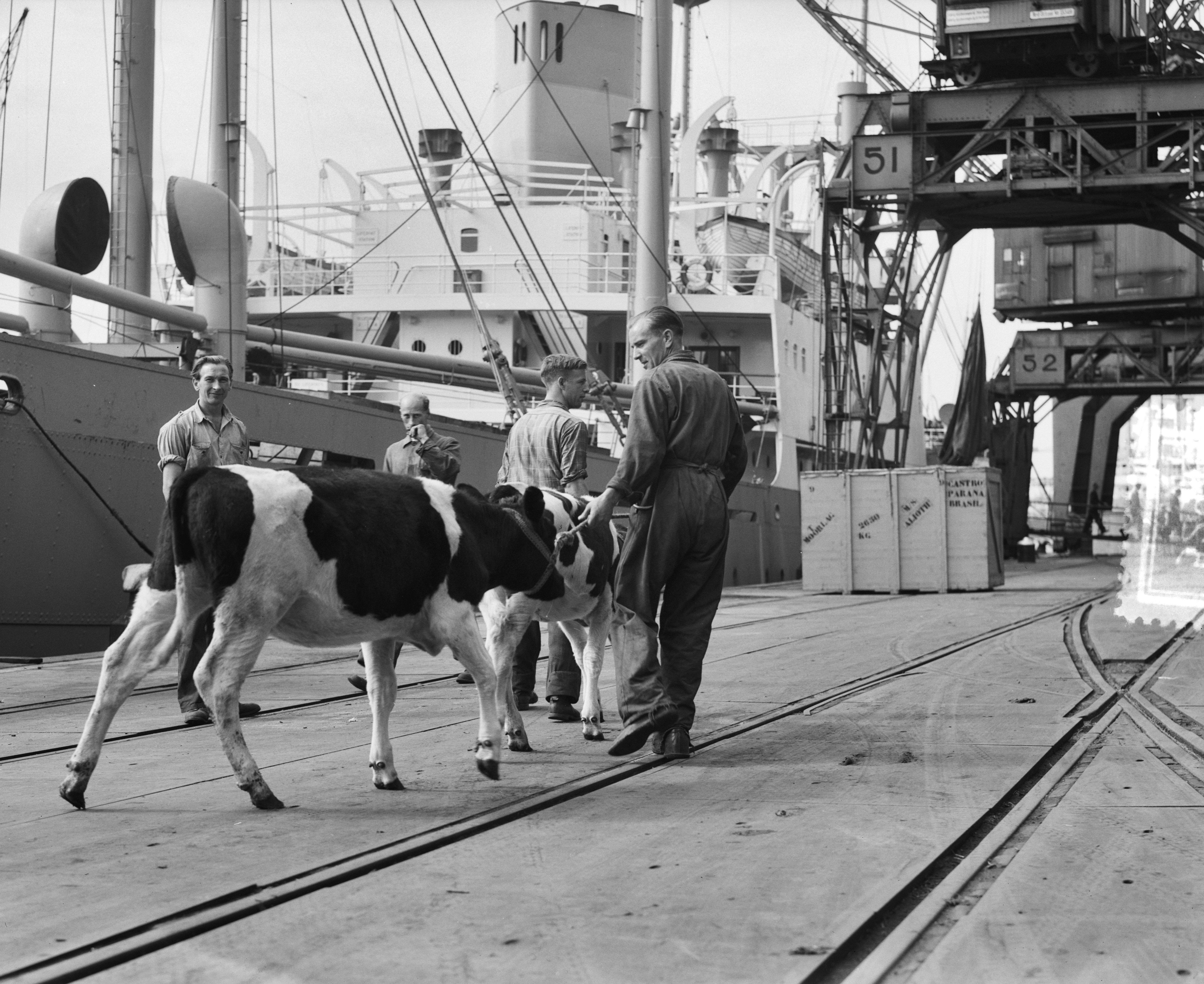
Gado holandês sendo levado para a colônia Castrolanda no início da década de 1950.

Após a Segunda Guerra Mundial, muitos produtores rurais dos Países Baixos decidiram expandir seus empreendimentos agrícolas e como naquela região era difícil a disponibilidade por terra, resolveram então emigrar para outros continentes.
O crescimento da Cooperativa Batavo em Carambeí, possibilitou a vinda de novos colonos para o Paraná, sendo que em 1951, desembarcou no Rio de Janeiro um grupo de famílias holandesas, oriundas principalmente das províncias Drente e Overijssel. Em 30 de novembro de 1951 chegaram em Castro as primeiras três famílias de agropecuaristas, além de outras dez pessoas. Os imigrantes foram recepcionados na sede da fazenda de Felipe Fiorillo.
Castro foi o município escolhido e em 5000 ha, às margens do rio Iapó, foi fundada a Colônia de Castrolanda, onde os imigrantes construíram estradas, casas, além dos estábulos para os reprodutores bovinos de produção leiteira, o que deu início à Cooperativa Castrolanda, que se desenvolveu apesar de todos os problemas de doenças, falta de assistência e dificuldades para adaptação dos imigrantes ao clima.
Para perpetuar as tradições e reviver a história, a comunidade criou em 1953 o Grupo Folclórico Holandês de Castrolanda, integrado por jovens descendentes, além do Museu dos Imigrantes (Casa do Imigrante Holandês), criado em novembro de 1991, uma réplica das primeiras residências construídas pelos pioneiros da região, deixada transparecer através dos móveis e objetos doados pelas famílias de Castrolanda, para mostrar este pedaço do 'Paraná holandês". No local também são expostos e comercializados artesanato e souvenirs da colônia e da Holanda.

## Religião
Há duas igrejas em Castrolanda, sendo a Igreja Evangélica Reformada (IER) e a Igreja Católica representada pela comunidade católica São Pedro. Em 2001 a IER de Castrolanda contava com aproximadamente 709 membros.

## Educação
Há três escolas em Castrolanda, sendo a Escola Evangélica, particular, e duas públicas, a Escola Estadual Castrolanda e a Escola Municipal Professora Relindis Bornmann Capilé.

## Cultura

### Centro Cultural Castrolanda
Em 30 de novembro de 2016 foi inaugurado o Centro Cultural Castrolanda com o objetivo em reunir cultura e memória da colônia. O centro cultural abriga dois espaços museais abertos à visitação: O Memorial da Imigração Holandesa (Moinho De Immigrant) e o Museu Histórico de Castrolanda (Boerderij). Além do moinho e do museu, a construção abriga salão de eventos, restaurante, biblioteca e loja de artesanato.

#### Museu Histórico de Castrolanda
O Museu Histórico de Castrolanda está localizado em uma construção típica da região nordeste dos Países Baixos, remetendo às antigas casas de fazenda, denominadas "Boerderij". O espaço interno abriga ambientação das casas típicas dos imigrantes (móveis e utensílios), documentos e fotografias, além de uma sala de pesquisa e sala de exposição. O museu foi aberto em 2016 e incorporou a Casa do Imigrante Holandês.

#### Memorial da Imigração Holandesa (MoinhoDe Immigrant)
Em Castrolanda situa-se um dos maiores moinhos de vento do mundo: inaugurado em 30 de novembro de 2001, De Immigrant (O Imigrante) é um grande monumento de 26 metros de envergadura, possui duas mós conseguindo produzir até 3.000 kg de farinha de trigo, e mecanismos, engrenagens, pinos e encaixes feitos quase que totalmente em madeira. O projeto é assinado e executado pelo arquiteto holandês Jan Heijdra, especialista em moinhos de vento, como  homenagem aos imigrantes holandeses da década de 1950 que colonizaram a região. O moinho é acionado pelo moleiro Rafael Rabbers - único operador de moinho de vento diplomado do Brasil -, que trabalhou na construção e posteriormente foi treinado para operá-lo. De Immigrant funciona perfeitamente e pode ser visitado por dentro até a cúpula.